# Кампи
Кампи (фр. Campi) насеље је и општина у Француској у региону Корзика, у департману Горња Корзика која припада префектури Кор.
По подацима из 2011. године у општини је живело 18 становника, а густина насељености је износила 3,67 становника/km². Општина се простире на површини од 4,9 km². Налази се на средњој надморској висини од 550 метара (максималној 1.093 m, а минималној 199 m).

## Демографија
| 1962. | 1968. | 1975. | 1982. | 1990. | 1999. | 2011. |
| ----- | ----- | ----- | ----- | ----- | ----- | ----- |
| 76    | 78    | 42    | 40    | 32    | 28    | 18    |

График промене броја становника у току последњих година